# Съезд Коммунистической партии Беларуси
Съезд Коммунистической партии Беларуси (бел. З'езд Камуністы́чнай па́ртыі Беларусі) — высший орган Коммунистической партии Беларуси. Руководствовался решениями съездов и ЦК КПСС. Съезды КПБ созывались не реже одного раза в пять лет, внеочередной — по решению ЦК КПБ или по требованию одной трети от общего числа членов партии. Нормы представительства на съезде были определены Центральным Комитетом КПБ.
Он заслушивал и утверждал отчёты ЦК, Ревизионной комиссии, обсудил другие вопросы партийного, хозяйственного и культурного строительства в Беларуси, избирал ЦК, который в период между съездами руководил деятельностью партии, Ревизионную комиссию КПБ.
Всего до приостановления деятельности партии в августе 1991 года состоялся 31 съезд КПБ. 25 апреля 1993 года прошёл XXXII съезд КПБ, на котором было принято решение о вхождении партии в состав Партии коммунистов Беларуси (ПКБ).
2 ноября 1996 года состоялся XXXIII съезд, на котором было отменено решение XXXII съезда о вхождении КПБ в состав Партии коммунистов Беларуси.